# 1383
1383 (MCCCLXXXIII) var ett normalår som började en torsdag i den julianska kalendern.

## Händelser

### Mars
- 11 mars – Vid ärkebiskop Birger Gregerssons död blir Henrik Karlsson ny svensk ärkebiskop.

### Okänt datum
- Albrekt av Mecklenburg tvingas avge en ny kungaförsäkran, som ytterligare försvagar hans ställning.
- Trosa får stadsrättigheter.

## Födda
- 4 december – Felix V, född Amadeus av Savojen, motpåve 1439–1449.
- Eugenius IV, född Gabriele Condulmaro, påve 1431–1447.
- Johan av Pfalz, hertig.

## Avlidna
- 10 mars – Birger Gregersson, svensk ärkebiskop sedan 1366.
- Beatrice av Bourbon, drottning av Böhmen.